# Cơn động kinh
Cơn động kinh là một giai đoạn của các triệu chứng do hoạt động thần kinh quá mức hoặc đồng bộ bất thường trong não. Các tác động bên ngoài khác nhau từ các chuyển động run rẩy không kiểm soát được liên quan đến phần lớn cơ thể bị mất ý thức), đến các chuyển động lắc chỉ liên quan đến một phần của cơ thể với mức độ ý thức khác nhau (co giật khu trú), đến mất nhận thức tạm thời. Hầu hết thời gian các cơn này này kéo dài dưới 2 phút và phải mất một thời gian để trở lại bình thường. Mất kiểm soát bàng quang có thể xảy ra.
Động kinh có thể bị kích động và không bị kích động. Động kinh được chứng minh là do một sự kiện tạm thời như lượng đường trong máu thấp, cai rượu, natri máu thấp, sốt, nhiễm trùng não hoặc chấn động. Động kinh không được chứng minh xảy ra mà không có nguyên nhân đã biết hoặc có thể khắc phục được như vậy có khả năng co giật đang diễn ra. Động kinh không được kích thích có thể được kích hoạt do căng thẳng hoặc thiếu ngủ. Các bệnh về não, nơi đã có ít nhất một cơn động kinh và có nguy cơ bị co giật lâu dài, được gọi chung là động kinh. Các điều kiện trông giống như động kinh động kinh nhưng không bao gồm ngất xỉu, sự kiện tâm lý không nhiễm trùng và run.
Một cơn động kinh kéo dài hơn một khoảng thời gian ngắn là một cấp cứu y tế. Bất kỳ cơn động kinh kéo dài hơn 5 phút nên được coi là động kinh trạng thái. Một cơn động kinh đầu tiên thường không cần điều trị lâu dài bằng thuốc chống động kinh trừ khi tìm thấy một vấn đề cụ thể trên điện não đồ (EEG) hoặc hình ảnh chụp não. Thông thường, hoàn thành việc hậu khám sau một cơn động kinh như một bệnh nhân ngoại trú là an toàn. Trong nhiều trường hợp, với một cơn động kinh đầu tiên diễn ra, những cơn động kinh nhỏ khác đã phải xảy ra trước đó.
Có tới 10% số người bị ít nhất một cơn động kinh. Các cơn động kinh được chứng minh xảy ra ở khoảng 3,5 trên 10.000 người mỗi năm trong khi các cơn động kinh không được chứng minh xảy ra ở khoảng 4.2 trên 10.000 người mỗi năm. Sau một cơn động kinh, cơ hội trải nghiệm lần thứ hai là khoảng 50%. Động kinh ảnh hưởng đến khoảng 1% dân số tại bất kỳ thời điểm nào  với khoảng 4% dân số bị ảnh hưởng tại một số thời điểm. Gần 80% những người mắc bệnh động kinh sống ở các nước đang phát triển. Nhiều nơi yêu cầu mọi người dừng lái xe cho đến khi họ không bị động kinh trong một khoảng thời gian cụ thể.